# Capital Hilton
Le Capital Hilton, autrefois l'hôtel Statler, est un hôtel de Washington, la capitale des États-Unis. Construit au début des années 1940, c'est une propriété contributrice au district historique de la Sixteenth Street depuis le 11 juillet 2007. Il est membre des Historic Hotels of America depuis 2014.